# Vicente Ângelo José Marchetti Zioni
Vicente Ângelo José Marchetti Zioni (* 14. Dezember 1911 in São Paulo, Brasilien; † 15. August 2007) war ein brasilianischer Geistlicher und römisch-katholischer Erzbischof von Botucatu.

## Leben
Vicente Ângelo José Marchetti Zioni studierte von 1930 bis 1932 Philosophie am Priesterseminar in Freguesia do Ó im Bundesstaat São Paulo. Von 1933 bis 1935 studierte er Theologie an der Päpstlichen Universität Gregoriana in Rom. Nach seiner Priesterweihe am 11. April 1936 in Rom studierte er Kanonisches Recht an der Gregoriana. Von 1938 bis 1955 war er als Professor und Rektor am zentralen Priesterseminar in Ipiranga, von 1947 bis 1955 Rektor des Seminars und Dekan der Theologischen Fakultät an der Pontifícia Universidade Católica de Campinas, zudem Generalvikar des Erzbistums São Paulo.
Am 20. April 1955 wurde er von Papst Pius XII. zum Weihbischof im Erzbistum São Paulo und zum Titularbischof von Lauzadus ernannt. Die Bischofsweihe spendete ihm der Apostolische Nuntius in Brasilien, Erzbischof Armando Lombardi, am 29. Juni desselben Jahres. Mitkonsekratoren waren die Weihbischöfe Antônio Maria Alves de Siqueira und Paulo Rolim Loureiro. Sein Wahlspruch war Caritas Fraternitatis Maneat.
Er war Teilnehmer der zweiten bis vierten Sitzungsperiode des Zweiten Vatikanischen Konzils, insbesondere an der Ausfertigung der Dekrete über die Ausbildung der Priester „Optatam totius“ (Pastoraltheologie) und über die christliche Erziehung „Gravissimum educationis“.
Papst Paul VI. ernannte ihn am 25. März 1964 zum ersten Bischof des neuerrichteten Bistums Bauru. Am 27. März 1968 wurde er zum Erzbischof von Botucatu ernannt. Am 30. Mai 1989 nahm Papst Johannes Paul II. seinen altersbedingten Rücktritt an.